# Замок Лиманех
Замок Лиманех (ирл. Léim an Eich, англ. Lemaneagh) находится в графстве Клэр в Ирландии. Изначально замок представлял многоэтажный укреплённый особняк с узкими окнами, маленькими залами, спиральными лестницами. Традиционно, главным назначением таких особняков была оборона. Сейчас замок — это руины двух построек, башни XV века и укреплённого особняка XVII века.

## Галерея

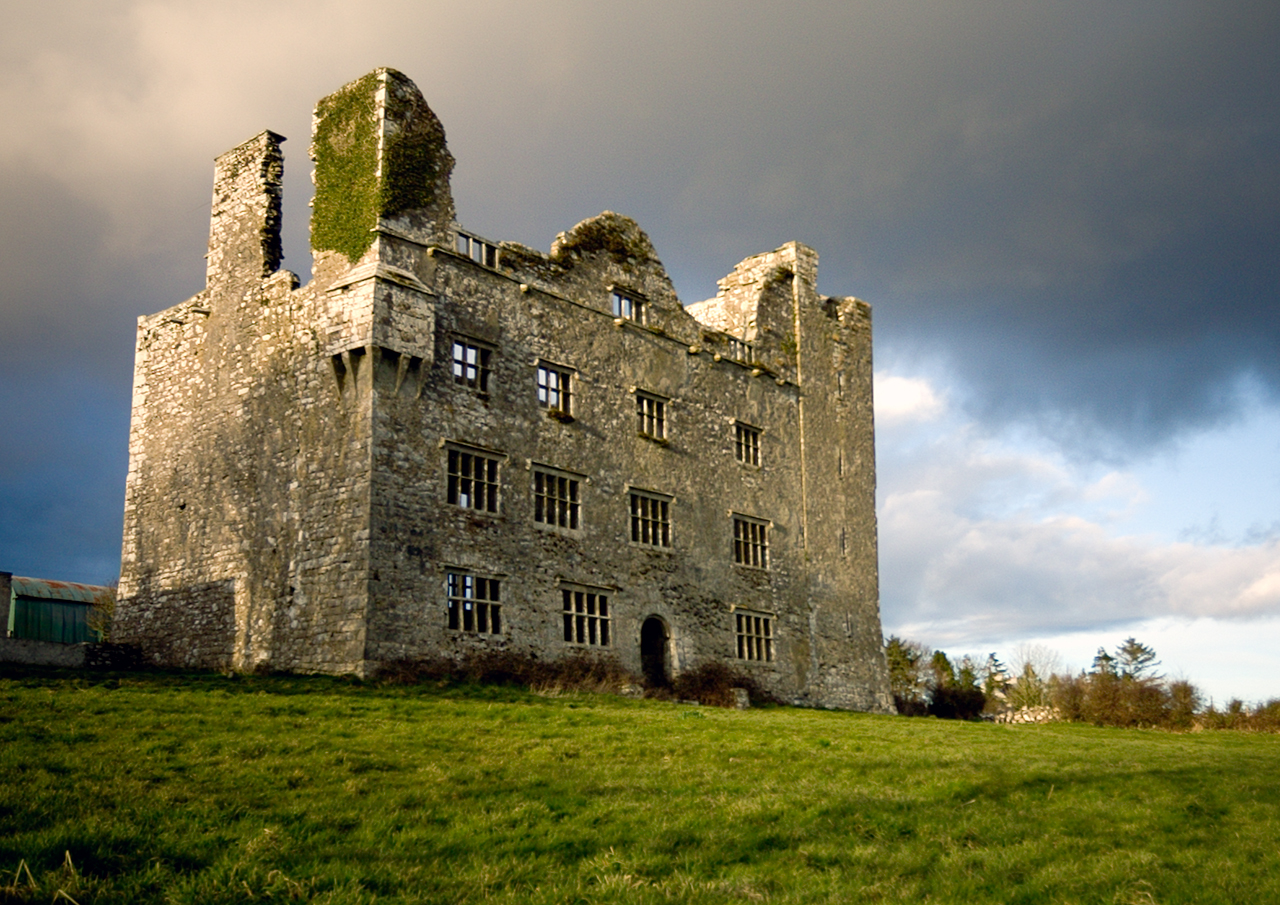
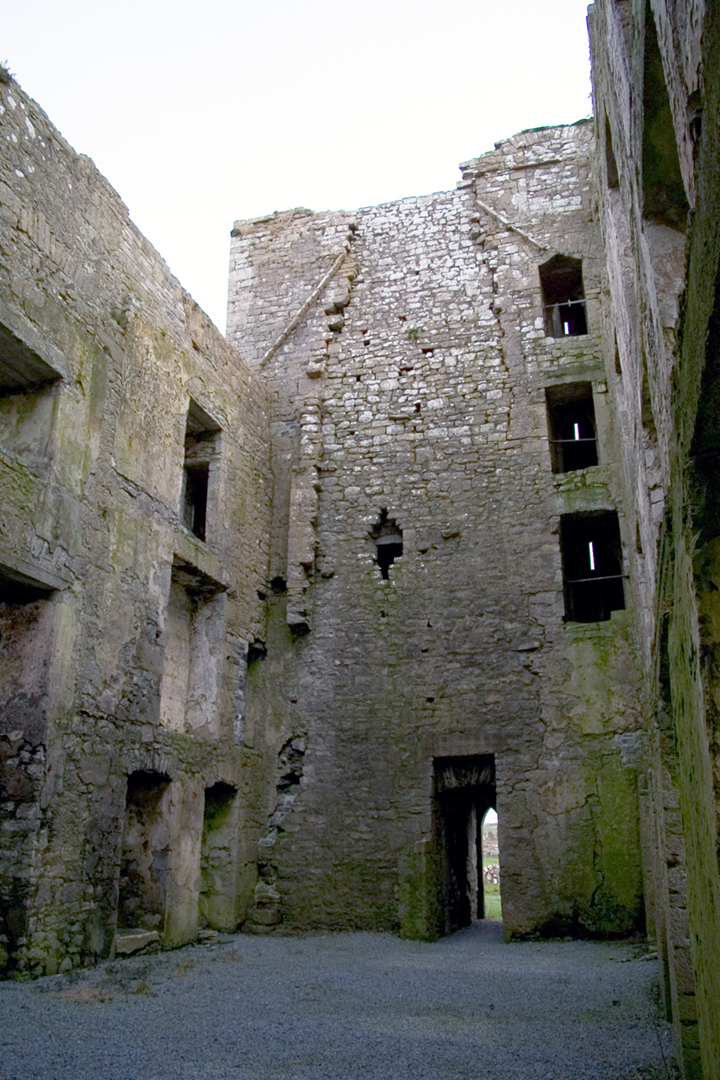
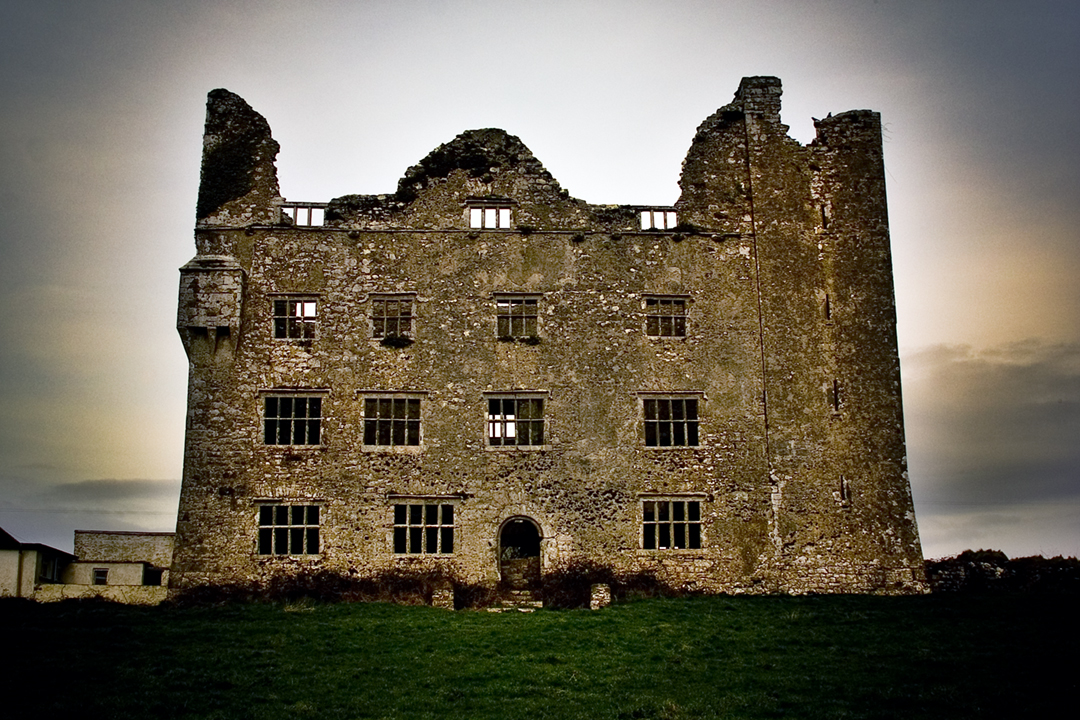